# Африка Бамбаатаа
Ланс Тейлър (на английски: Lance Taylor), известен с псевдонима си Африка Бамбаатаа (на английски: Afrika Bambaataa), e американски дисководещ, роден на 19 април 1957 г. в Бронкс, Ню Йорк. Смятан е за един от пионерите на универсалната хип-хоп култура и е един от първите дисководещи, занимаващи се с музикалния стил брейк бийт. Бамбаатаа добива популярност с третия си сингъл „Planet Rock“, който достига четвърто място в класацията на Билборд. През 90-те години на ХХ век той се насочва към електронната танцова музика и създава редица хитове, сред които „Feel The Vibe“ („Почувствай настроението“) и „Just Get Up And Dance“ („Просто стани и танцувай“).

## Албуми
- „Death Mix Live!!!“ – 1983 г.
- „Beware (The Funk Is Everywhere)“ – 1986 г.
- „The Light“ – 1988 г.
- „Jazzin' By Khayan“ – 1996 г.
- „Lost Generation“ – 1996 г.
- „Warlock & Witches“ – 1996 г.
- „Zulu Groove“ – 1997 г.
- „Electro Funk Breakdown“ – 1999 г.
- „Hidraulic Funk“ – 2000 г.
- „Dark Matter Moving at the Speed of Light“ – 2004 г.
- „Death Mix 2 (live)“ – 2006 г.
- „Death Mix 3 (live)“ – 2007 г.